# Kołaki (Mazovie)
Pour les articles homonymes, voir Kołaki.
Kołaki est un village polonais de la gmina de Młynarze dans la powiat de Maków de la voïvodie de Mazovie dans le centre-est de la Pologne.
Le village possède approximativement une population de 130 habitants en 2006.

## Histoire
De 1975 à 1998, le village appartenait administrativement à la voïvodie d'Ostrołęka.